# Ambra Angiolini

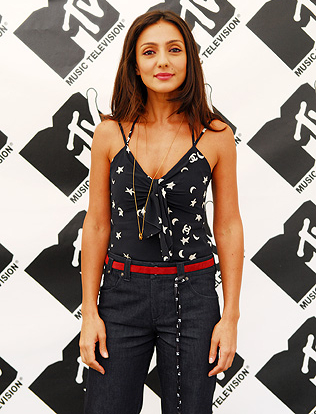
Ambra Angiolini (2008)

Ambra Angiolini (* 22. April 1977 in Rom) ist eine italienische Filmschauspielerin.

## Karriere
Angiolinis Karriere begann 1992 als Moderatorin der Show "Non è la Rai". Seit 1996 steht sie auch als Schauspielerin vor der Kamera und hat bisher in mehreren Spielfilmen mitgewirkt. Hier arbeitete sie mit Regisseuren wie Ferzan Özpetek (Saturno Contro – In Ewigkeit Liebe), Cristina Comencini (Bianco e nero) und Maurizio Ponzi (Ci vediamo a casa) zusammen.

## Privates
Angiolini lebt zusammen mit dem Sänger Francesco Renga. Gemeinsam haben sie zwei Kinder, Jolanda (2004) und Leonardo (2006).

## Album
Ambra besang bis heute vier Musikalben:
- 1994 – T’appartengo
- 1996 – Angiolini
- 1997 – Ritmo vitale
- 1999 – InCanto

## Filmografie
- 1996: Favola
- 2000: Maria Magdalena (Maria Maddalena)
- 2001: Gian Burrasca
- 2007: Saturno Contro – In Ewigkeit Liebe (Saturno contro)
- 2008: Bianco e nero
- 2009: Ce n’è per tutti
- 2011: Anche se è amore non si vede
- 2011: Immaturi
- 2011: Notizie degli scavi
- 2011: Tutti al mare
- 2012: Immaturi – Il viaggio
- 2012: Ci vediamo a casa
- 2012: Viva l’Italia
- 2013: Stai lontana da me
- 2013: Mai stati uniti
- 2014: Maldamore
- 2014: Ti ricordi di me?
- 2014: Un Natale stupefacente
- 2015: La scelta
- 2016: Al posto tuo
- 2016: 7 minuti
- 2017: La verità, vi spiego, sull'amore
- 2017: Terapia di coppia per amanti
- 2018: Vengo anch'io
- 2019: Brave ragazze
- 2019–2020: Il silenzio dell'acqua (Fernsehserie, 10 Folgen)
- 2021: Per tutta la vita
- 2021: La notte più lunga dell'anno
- 2022: Insultati Bielorussia
- 2022: Die ahnungslosen Engel (Le Fate Ignoranti, Fernsehserie, 6 Folgen)
- 2023: Gigolò per caso (Fernsehserie, 6 Folgen)
- 2024: Sempre al tuo fianco (Fernsehserie, 12 Folgen)
- 2024: BFF – Best Friends Forever
- 2025: Afrodite

## Auszeichnungen
- 2007: Nastro d’Argento – Beste Nebendarstellerin – Saturno Contro – In Ewigkeit Liebe